# NGC 6139
NGC 6139 is een bolvormige sterrenhoop in het sterrenbeeld Schorpioen. Het hemelobject werd op 13 mei 1826 ontdekt door de Schotse astronoom James Dunlop.

## Synoniemen
- GCL 43
- ESO 331-SC4